# Paranapiacaba connexa
Paranapiacaba connexa är en skalbaggsart som först beskrevs av J. L. Leconte 1865.  Paranapiacaba connexa ingår i släktet Paranapiacaba och familjen bladbaggar. Inga underarter finns listade i Catalogue of Life.